# Tra Holder
Antonio Price "Tra" Holder (Los Ángeles, California, 27 de septiembre de 1995) es un baloncestista estadounidense-tailandés que pertenece a la plantilla del BG 74 Göttingen de la Basketball Bundesliga, la primera división alemana. Con 1,85 metros de estatura, juega en la posición de base.

## Trayectoria deportiva

### Universidad
Jugó cuatro temporadas con los Sun Devils de la Universidad Estatal de Arizona, en las que promedió 13,9 puntos, 3,4 rebotes y 3,5 asistencias por partido. En su primera temporada fue incluido en el mejor quinteto freshman de la Pac-12 Conference, mientras que en la última lo fue en el mejor quinteto absoluto de la conferencia.

### Profesional
Tras no ser elegido en el Draft de la NBA de 2018, en el mes de julio firmó su primer contrato profesional con el Auxilium Torino de la Lega Basket Serie A italiana.
El 18 de enero de 2019, es cedido al Fraport Skylines Frankfurt hasta el final de la temporada 2018-19, ya que el jugador tenía contrato con Torino hasta 2020. El 15 de enero de 2020 fichó por el MKS Dąbrowa Górnicza de la liga polaca.

## Selección nacional
Holder adquirió la ciudadanía tailandesa en 2022 por ser hijo de una mujer de origen tailandés. Desde entonces ha integrado la selección de Tailandia -tanto en la modalidad 5x5 como en la modalidad 3x3-, figurando con el nombre de Antonio Price Soonthornchote.

### Redes sociales
- Tra Holder en X (antes Twitter)
- Tra Holder en Instagram

- Datos: Q45363099